# Чернаковка
Чернаковка (рос. Чернаковка) — село у Киштовському районі Новосибірської області Російської Федерації.
Входить до складу муніципального утворення Кулябінська сільрада. Населення становить 238 осіб (2010).

## Історія
Згідно із законом від 2 червня 2004 року органом місцевого самоврядування є Кулябінська сільрада.

## Населення
| 2002 | 2007 | 2010 |
| ---- | ---- | ---- |
| 306  | ↘248 | ↘238 |